# Split/Second: Arcade Edition Wangan
Split/Second: Arcade Edition Wangan es un videojuego de carreras desarrollado por Silent Bay Studios y publicado por ESPN Arcade para navegador. Fue lanzado el 13 de enero de 2012.

## Jugabilidad
El jugador corre por las carreteras de Tokio. En este juego hay cuatro coches disponibles, uno de ellos desbloqueable. A medida que el jugador continúa la carrera con la competencia con otros tres autos, hay disparadores visibles en los otros autos y el jugador debe presionar el gatillo para jugar con poder. Esto se hace cuando la velocidad del coche no es suficiente.
A medida que el jugador avanza por la pista, puede ver los pasos elevados ubicados sobre ella. Estos pasos elevados cuentan con grandes camiones y octágonos que crean obstáculos en un pequeño intervalo de tiempo para que los conductores avancen por la pista. Estos octógonos generan lluvia de agua y fuego para obstruir al conductor y los camiones arrojan cajas de gran tamaño.
Más adelante en la vía también hay disponibles petroleros que vierten petróleo en la vía. Para superar estos obstáculos, el jugador puede derrapar su coche y seguir avanzando por la pista.
Tan pronto como el jugador avanza, la pista de carrera parece tener áreas resbaladizas de color púrpura fluorescente, de modo que el auto del jugador resbala y otros conductores pueden adelantarlo. Este tramo está lleno de giros y vueltas, tiene grandes barreras ubicadas en la pista que obstruyen al jugador. Avanzando en la pista, el jugador se encuentra con algún tipo de obstáculo y eran las ondas eléctricas.
Los coches de los oponentes de repente empiezan a golpear al jugador para que no llegue al punto final y gane la carrera. De manera similar, el jugador puede moverse para prepararse para las carreras dos y tres. El jugador debe quedar en primer lugar en las tres carreras para desbloquear el auto Devil.

### Controles
- Teclas de flecha - Conducir
- X - Obstáculo desencadenante

### Vehículos
| Samurai                 | Galleon              | Berseker                | Devil                   |
| ----------------------- | -------------------- | ----------------------- | ----------------------- |
| Acceleración: Excelente | Acceleración: Genial | Acceleración: Muy pobre | Acceleración: Excelente |
| Manejo: Pobre           | Manejo: Muy pobre    | Manejo: Genial          | Manejo: Excelente       |